# ميمفيس غريزليس
ميمفيس غريزليس (بالإنجليزية: Memphis Grizzlies)‏ هو نادي كرة سلة من ميمفيس، تينيسي، الولايات المتحدة الأمريكية. تأسس عام 1995. يلعب في الدوري الأمريكي لكرة السلة للمحترفين. يدربه الأمريكي مايك فراتيلو. ملعبه (منذ عام 2004) هو ساحة فيديكس.

## ألوان الفريق
الأزرق والأصفر.

## سجل بطولات الفريق
لم يفز ببطولة الدوري الأمريكي لكرة السلة للمحترفين.

## وصلات خارجية
- الموقع الرسمي